# Ponç de Montlaur
Ponç de Montlaur o Pons de Monlaur (fl. 1235-1253) va ser un noble i trobador provençal. Era senyor de Montlaur i d'Aubenàs. Es va casar amb Guida, germana d'Hug IV de Rodés i filla del també trobador Enric I de Rodés, el 1235. Hug era mecenes del trobador i, a través de la seva dona, Ponç va poder mantenir contactes amb Sordello: el poeta llombard s'adreçava a ella en molts poemes sota els senhals (epítets) de N'Agradavit i Restaur.
Ens ha arribat de Ponç de Montlaur la composició Qal preiatz mais.a ops d'amor, un partiment amb un poeta anomenat Esperdut, que probablement és un senhal per Gui de Cavalhon.